# Wygoda (stacja kolejowa)
Wygoda (biał. Выгада; ros. Выгода) – stacja kolejowa w pobliżu miejscowości Zychwa, w rejonie zdzięcielskim, w obwodzie grodzieńskim, na Białorusi. Leży na linii Równe – Baranowicze – Wilno.
Przed II wojną światową istniał w tym miejscu przystanek kolejowy.